# Komisja Petycji (Senat)
Komisja Petycji – wchodzi w skład stałych komisji senackich. Utworzona została na początku XI kadencji, obok Komisji Praw Człowieka i Praworządności – w miejsce dawnej Komisji Praw Człowieka, Praworządności i Petycji. Przedmiotem działania komisji jest rozpatrywanie petycji kierowanych do Senatu i jego organów.

## Prezydium komisji wSenacie XI kadencji
- Robert Mamątow (PiS) – przewodniczący,
- Ewa Matecka (KO) – zastępca przewodniczącego.